# جويليرمو جياكوماتزي
جويليرمو جياكوماتزي (بالإسبانية: Guillermo Giacomazzi)‏ (21 نوفمبر 1977 بمونتفيدو في الأوروغواي - ) هو لاعب كرة قدم أوروغواني في مركز الوسط. شارك مع منتخب الأوروغواي لكرة القدم. أما مع النوادي، فقد لعب مع بنيارول وبيلا فيستا ونادي إمبولي ونادي باليرمو ونادي بيروجيا ونادي سيينا ونادي ليتشي.

## وصلات خارجية
- جويليرمو جياكوماتزي على موقع قاعدة بيانات كرة القدم.إي يو (الإنجليزية)
- جويليرمو جياكوماتزي على موقع ناشيونال فوتبول تيمز (الإنجليزية)
- جويليرمو جياكوماتزي على موقع Soccerway.com (الإنجليزية)
- جويليرمو جياكوماتزي على موقع عالم كرة القدم.نت (الإنجليزية)